# Мельник, Пётр Александрович
Пётр Алекса́ндрович Ме́льник (укр. Петро Олександрович Мельник; 5 марта 1988, Владивосток) — украинский военнослужащий, капитан 1-го ранга, участник российско-украинской войны. Герой Украины (2024).

## Биография
Родился 5 марта 1988 года в городе Владивосток. Окончил Одесскую морскую академию. С 2009 года служит в Государственной пограничной службе Украины.
Весной 2022 года, во время обороны Мариуполя, 23-й отряд морской охраны под его командованием выполнял боевые задачи в условиях отсутствия устойчивой связи, под постоянными ракетно-артиллерийскими и авиационными ударами противника, на фоне гуманитарной катастрофы и фактического окружения. В Мариупольском морском торговом порту группа пограничников под его руководством отбила несколько наступлений российских войск. В середине апреля подразделение передислоцировалось на территорию завода «Азовсталь». Участвовал в операциях по эвакуации раненых украинских военнослужащих авиацией.
20 мая 2022 года попал в плен, из которого был освобождён 31 января 2024 года.

## Награды
- Звание «Герой Украины» с удостоением ордена «Золотая Звезда» (23 февраля 2024) — за личное мужество и героизм, проявленные в защите государственного суверенитета и территориальной целостности Украины, верность военной присяге[1].
- Орден Богдана Хмельницкого III степени (29 апреля 2022) — за личное мужество и высокий профессионализм, проявленные в защите государственного суверенитета и территориальной целостности Украины, верность военной присяге[2].